# Esbo järnvägsstation

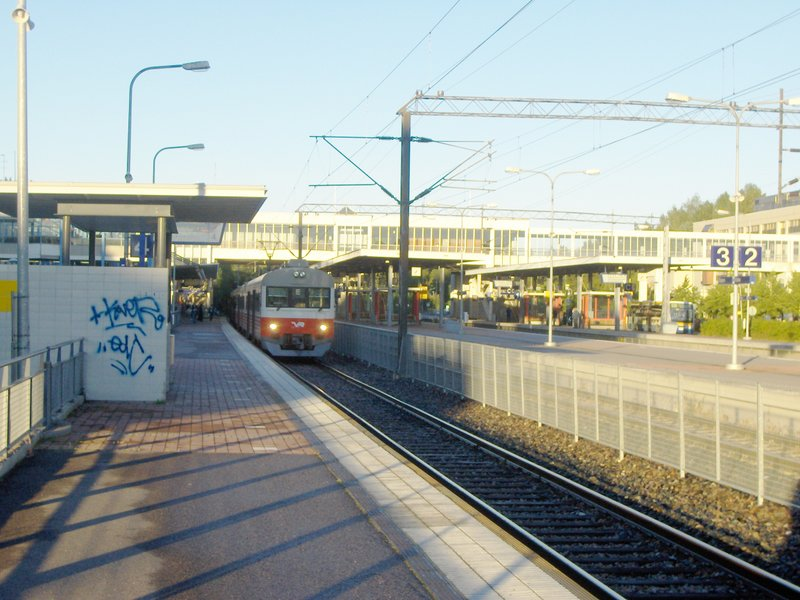
Esbo järnvägsstation.

Esbo järnvägsstation (fi. Espoon rautatieasema) är en järnvägsstation på Kustbanan Åbo-Helsingfors i den finländska staden Esbo i stadsdelen Esbo centrum. Järnvägsstationen öppnades 1903 och samma år stod den gamla stationsbyggnaden färdig, som byggdes efter ritningar av Bruno F. Granholm. Numera fungerar stationen på en viadukt över järnvägsspåren. Stationen har fyra spår, dock används bara spår 1 för tåg mot Åbo och spår 2 för tåg mot Helsingfors. Förut användes också de två andra spåren för ändhållplats för E-tågen, men eftersom E-tågens ändhållplats flyttades till Köklax används inte spåren för tillfället.

## Externa länkar

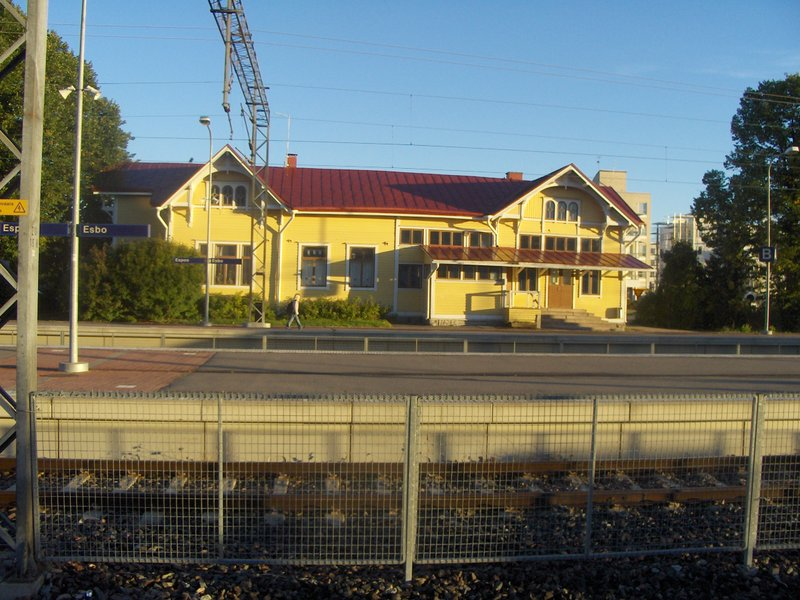
Esbo gamla stationsbyggnad